# Tacabro
Tacabro – duet złożony z dwóch sycylijskich DJ-ów, Mario Romano i Salvatore „Salvo” Sapienza.
W Polsce znani są głównie z utworu „Tacatà”, który utrzymywał się przez kilka tygodni w czołówkach list przebojów komercyjnych stacji radiowych. W pracy nad utworem brał udział również kubański piosenkarz Martínez Rodríguez.

## Dyskografia

### Single
- 2008: „Judas Brass”
- 2011: „Mujeres”
- 2011: „I Like Reggaeton”
- 2011/2012: „Tacatà”
- 2014: „I love grils”